# Relaciones Reino Unido-Unión Soviética
Las relaciones Reino Unido-Unión Soviética fueron las relaciones diplomáticas entre el Reino Unido de Gran Bretaña e Irlanda del Norte y la Unión de Repúblicas Socialistas Soviéticas.

## Historia
Después de la Revolución de Octubre, Gran Bretaña tomó parte directa en la intervención de los Aliados en la Rusia Soviética. Gran Bretaña reconoció oficialmente a la URSS como país el 1 de febrero de 1924. Antes del comienzo de la Segunda Guerra Mundial relación era inestable. En 1927, la ruptura de las relaciones diplomáticas hizo que la población de la URSS esperara el comienzo temprano de la guerra. La opinión de la Unión Soviética no fue tomada en cuenta, y tras el fracaso de las negociaciones anglo-franco-soviéticas, la URSS firmó el Pacto Molotov-Ribbentrop. Gran Bretaña comenzó a proporcionar asistencia militar a Finlandia durante la Guerra de Invierno de 1939 a 1940.
En 1941, llevando a cabo la operación Barbarroja, Alemania atacó a la URSS. La URSS se unió a la coalición anti Hitler de la cual Gran Bretaña formaba parte, con el objetivo de luchar contra los países del bloque nazi. Una invasión conjunta anglo-soviética de Irán impidió la toma de las reservas de petróleo de Irán por las tropas de Hitler. Los convoyes árticos hicieron el transporte militar entre la URSS y Gran Bretaña durante la guerra.
Las relaciones se deterioraron durante la Guerra Fría, el espionaje se extendió ampliamente entre los dos estados. En 1959, se firmó un nuevo acuerdo comercial soviético-británico. En 1971, el gobierno británico de Edward Hit expulsó a 105 diplomáticos soviéticos del Reino Unido, acusándolos de espionaje. La KGB también estuvo involucrada en el asesinato de Georgi Markov en 1978 en Londres. El oficial del GRU, Vladímir Rezun (Viktor Suvorov) huyó a Gran Bretaña en 1978, así como el coronel de la KGB Oleg Gordievsky huyó a Londres en 1985.
En septiembre de 1985, con la presentación de Gobierno Gordievskogo, Margaret Thatcher expulsó a 31 trabajadores diplomáticos acusados de trabajar para la KGB y el GRU, en respuesta la Unión Soviética expulsó a 25 diplomáticos británicos. Margaret Thatcher al unísono con Ronald Reagan realizó una dura política anticomunista en la década de 1980, fue la política opuesta de la distensión de la década de 1970. Las relaciones se relajaron, poco después de la llegada al poder de Mijaíl Gorbachov en 1985.